# Tectella phellodendri
Tectella phellodendri är en svampart som beskrevs av Singer 1943. Tectella phellodendri ingår i släktet Tectella och familjen Mycenaceae.   Inga underarter finns listade i Catalogue of Life.